# Bob Bignall
Bob "Choc" Bignall (14 de marzo de 1922 - 13 de agosto de 2013) fue capitán de los Socceroos, y líder del equipo de fútbol australiano en los Juegos Olímpicos de 1956 celebrados en Melbourne, Australia.
Bignall jugó más de 400 partidos en NSW para Corrimal, North Shore y South Coast Unidas como defensa, antes de ir a representar a NSW y al equipo nacional como capitán en la década de 1950.
La muerte de Bignall fue anunciada el 13 de agosto de 2013.